# Coenonympha stolida
Coenonympha stolida är en fjärilsart som beskrevs av Schilde 1885. Coenonympha stolida ingår i släktet Coenonympha och familjen praktfjärilar. Inga underarter finns listade i Catalogue of Life.